# Kohtla-Järve
Kohtla-Järve (Estisch: Kohtla-Järve linn) is een stedelijke gemeente in de Estische provincie Ida-Virumaa. De gemeente telde 33.434 inwoners op 1 januari 2024. Haar oppervlakte bedraagt 39,34 vierkante kilometer.

## Geografie
Kohtla-Järve heeft een opvallende opbouw. De stadsdelen liggen verspreid over een groot gebied en zijn onderling niet verbonden. De afstand tussen de stadsdelen Järve en Oru bedraagt bijna 20 km. De aantallen inwoners zijn:
|              | 2011   | 2016   | 2018   | 2020   | 2022   |
| ------------ | ------ | ------ | ------ | ------ | ------ |
| 1. Järve     | 17 054 | 15 869 | 15 791 | 15 297 | 15 656 |
| 2. Ahtme     | 17 252 | 16 222 | 16 095 | 15 506 | 15 601 |
| 3. Oru       | 1 266  | 1 133  | 1 074  | 1 031  | 996    |
| 4. Sompa     | 958    | 873    | 847    | 820    | 754    |
| 5. Kukruse   | 572    | 550    | 529    | 500    | 467    |
| Kohtla-Järve | 37 201 | 35 801 | 34 394 | 33 197 | 33 498 |

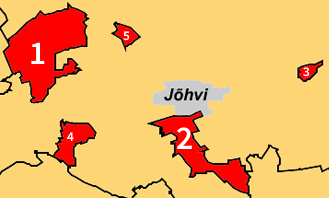
Administratieve stadsdelen Kohtla-Järve

Een zesde stadsdeel, Viivikonna en Sirgala, is in 2017 als twee aparte dorpen opgenomen in de gemeente Narva-Jõesuu.

## Bevolking

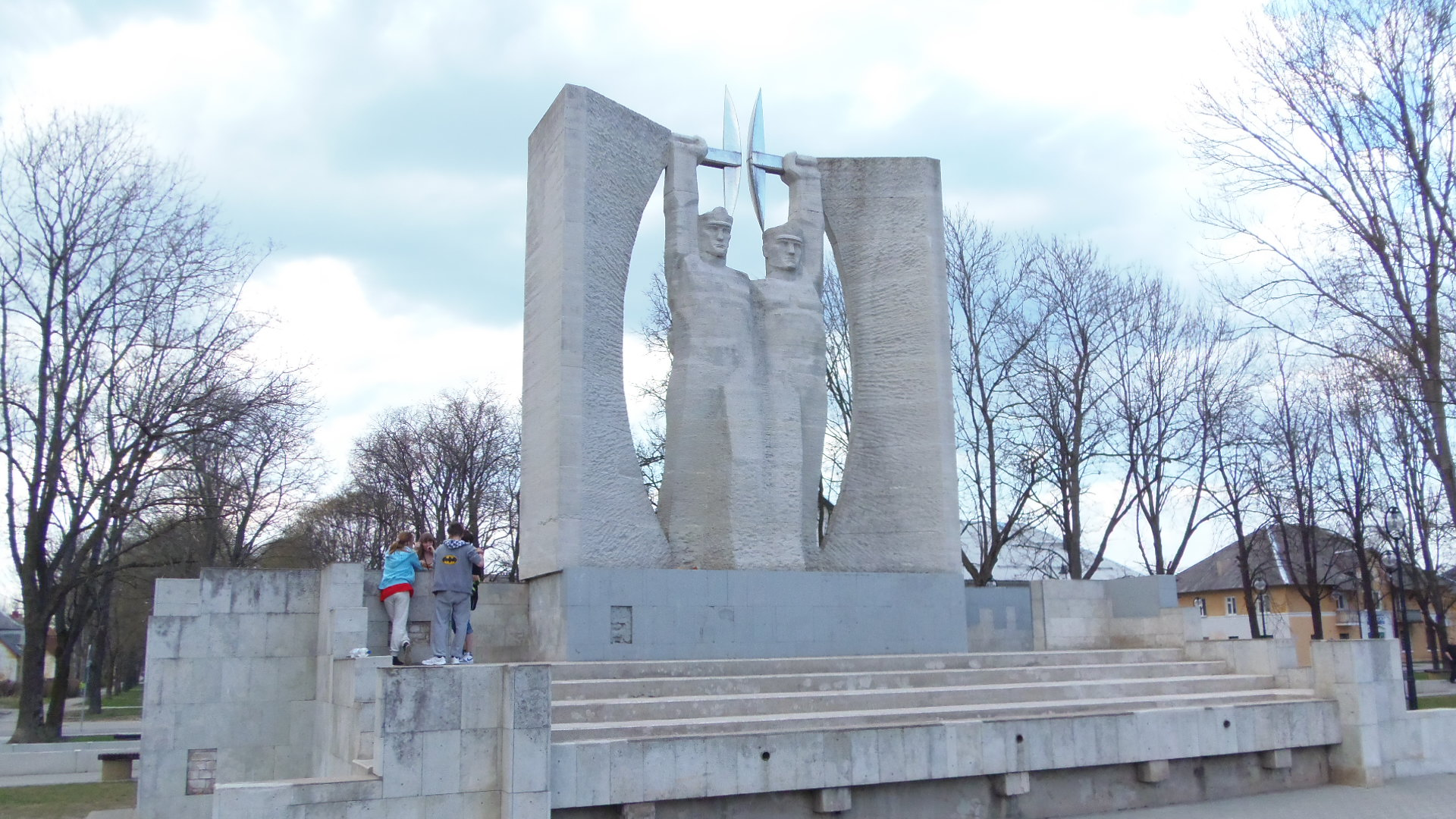
‘Leve de arbeid!’, monument voor de arbeiders in de olieschalie-industrie in het stadsdeel Järve

In 2021 was de samenstelling van de bevolking aldus:
|            | aantal | percentage |
| ---------- | ------ | ---------- |
| Totaal     | 33 499 | 100,0%     |
| Russen     | 24 646 | 73,6%      |
| Esten      | 5 298  | 15,8%      |
| Oekraïners | 1 079  | 3,2%       |
| Wit-Russen | 1 068  | 3,2%       |
| Finnen     | 316    | 0,9%       |
| Overig     | 1 092  | 3,3%       |

## Geschiedenis
Järve, het oudste stadsdeel, ontstond in de vroege jaren twintig van de 20e eeuw als vestiging van arbeiders in de olieschalie-industrie op het grondgebied van het vroegere landgoed van Järve en voor een klein deel van dat van Kohtla. Järve en Kohtla liggen nu in de gemeente Toila. Het nieuwe dorp kreeg de naam Kohtla-Järve naar de twee voormalige landgoederen. Op 22 februari 1923 kreeg Kohtla-Järve een eigen postkantoor. In 1946 kreeg Kohtla-Järve de status van stad. Op dat moment bestond de stad uit het huidige stadsdeel Järve plus het huidige dorp Järve. In 1947 werd een deel van de omgeving, de dorpen Kohtla en Kukruse, ondergeschikt gemaakt aan de stadsgemeente Kohtla-Järve. Kohtla-Nõmme werd in dat jaar als vlek opgenomen in de stadsgemeente. In 1959 werden deze drie plaatsen opgenomen in Kohtla-Järve. In 1960 werden Ahtme, Jõhvi, Sompa en Viivikonna in Kohtla-Järve opgenomen, in 1962 Sirgala en in 1964 Oru. In 1959 werden Kiviõli en Püssi als aparte plaatsen bij de stadsgemeente Kohtla-Järve gevoegd.
In 1964 vormden de toenmalige Sovjetautoriteiten een district Kohtla-Järve met Kohtla-Järve als hoofdstad. In 1990, toen Estland zijn onafhankelijkheid had hersteld, werd het district omgezet in een provincie, die al spoedig de naam Ida-Virumaa kreeg.
Kohtla en Järve (het dorp, niet het stadsdeel) werden in 1977 weer aparte dorpen. In 1990 werd Kohtla-Nõmme als ‘kleine stad’ (Estisch: alev) verzelfstandigd. Jõhvi werd in 1991 een aparte stad. Ook Kiviõli en Püssi werden in dat jaar weer aparte steden. Viivikonna en Sirgala werden in 2017 losgemaakt van Kohtla-Järve.

## Faciliteiten
Het stadhuis van Kohtla-Järve en het voetbalstadion Spordikeskuse staadion, waar Kohtla-Järve JK Järve speelt, liggen in het stadsdeel Järve.
Kohtla-Järve heeft een treinstation in het stadsdeel Oru. Het dichtstbijzijnde vliegveld is Jõhvi lennuväli in het dorp Puru, ongeveer 1,5 km ten westen van Ahtme. De Põhimaantee 1, de hoofdweg van Tallinn naar Narva, komt langs Järve en Kukruse. De Põhimaantee 3, de hoofdweg van Jõhvi via Tartu en Valga naar de grens met Letland, komt door Ahtme. De secundaire weg Tugimaantee 93 begint in Ahtme en komt bij Ontika uit op de Põhimaantee 1.
In het stadsdeel Järve staat de Russisch-orthodoxe Kerk van de Gedaanteverandering van Jezus (Estisch: Kohtla-Järve Issanda Muutmise kirik). De kerk is aangesloten bij de Estische Orthodoxe Kerk onder het patriarchaat Moskou. Culturele centra staan in de stadsdelen Ahtme, Järve en Sompa.
De stad heeft twee middelbare scholen, het Kohtla-Järve Gümnaasium in het stadsdeel Järve en het Ahtme Gümnaasium in het stadsdeel Ahtme. Er zijn ook twee ziekenhuizen, het Ida-Viru Keskhaigla in Järve en het Ahtme haigla in Ahtme.

## Geboren
- Kristiina Ojuland (1966), politica
- Lembit Oll (1966-1999), schaker